# 1511 Daléra
1511 Daléra eller 1939 FB är en asteroid i huvudbältet som upptäcktes den 22 mars 1939 av den franske astronomen Louis Boyer vid Algerobservatoriet. Den har fått sitt namn efter Paul Daléra, en vän till upptäckaren.
Asteroiden har en diameter på ungefär 13 kilometer.